# رود تیم (ساخالین)
رود تیم (انگلیسی: Tym) یک رودخانه در استان ساخالین کشور روسیه است.